# المؤسسات المالية الدولية

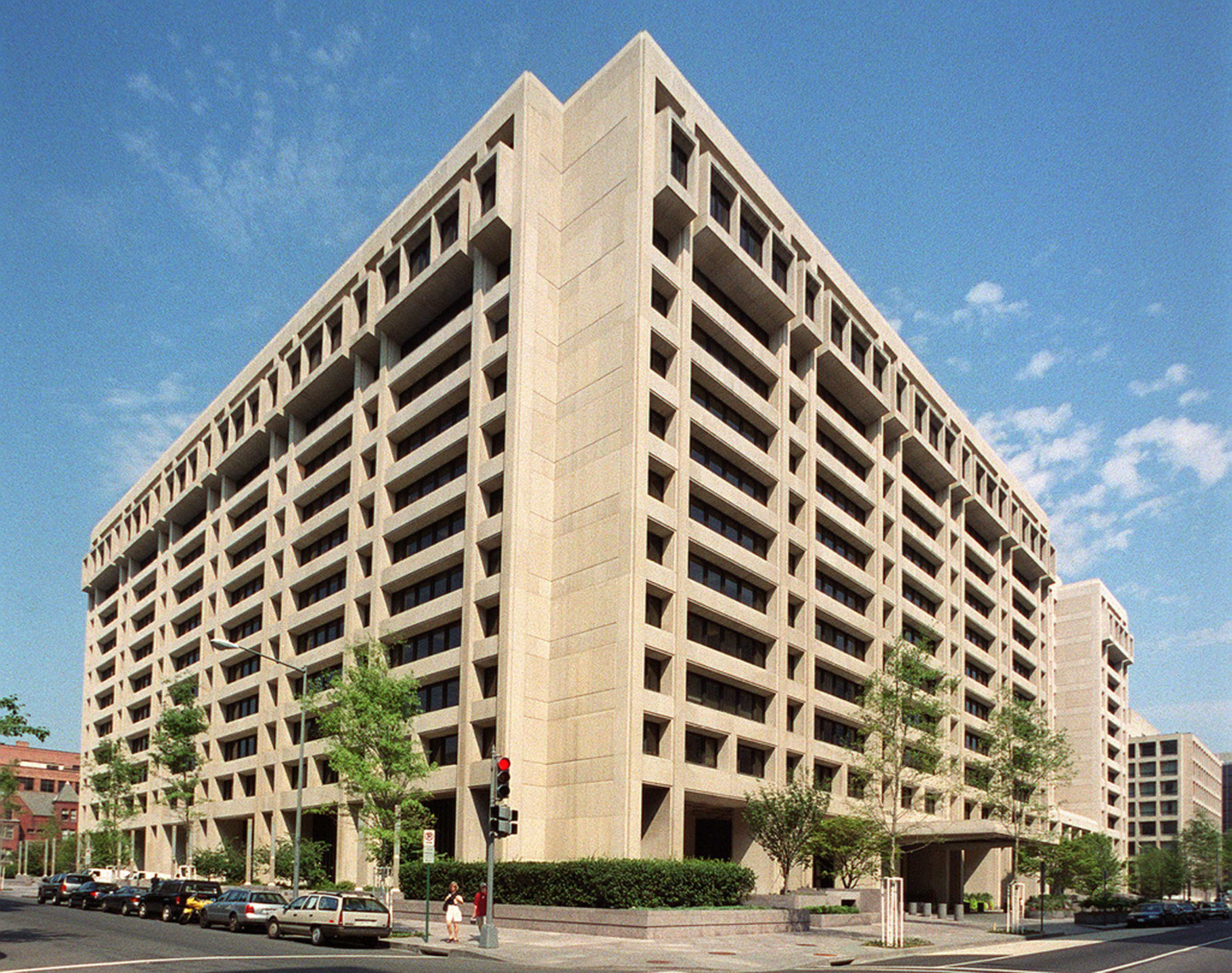

المؤسسات المالية الدولية هي مؤسسات مالية أنشأت من طرف دولتين أو أكثر، وبالتالي، هي خاضعة للقانون الدولي.

## الأنواع

### مؤسسات بريتون وودز
| عام التأسيس | الاسم                                                                                                | العنوان على الشبكة                                                     | ملاحظات                                                               | المقر                                   |
| ----------- | --- | ---------------------------------------------------------------------- | --------------------------------------------------------------------- | --------------------------------------- |
| 1944        | صندوق النقد الدولي                                                                                   | http://www.imf.org                                                     | Specialised agency of the UN                                          | واشنطن العاصمة                          |
| 1944        | البنك الدولي للإنشاء والتعمير                                                                        | http://www.worldbank.org                                               | مجموعة مؤسسات البنك الدولي، Specialised agency of the UN              | Washington (District of Columbia)       |
| 1956        | مؤسسة التمويل الدولية                                                                                | http://www.ifc.org                                                     | مجموعة مؤسسات البنك الدولي                                            | Washington DC                           |
| 1960        | مؤسسة التنمية الدولية                                                                                | http://www.worldbank.org/ida                                           | مجموعة مؤسسات البنك الدولي                                            | Washington DC                           |
| 1966        | المركز الدولي لتسوية المنازعات الاستشارية                                                            | http://icsid.worldbank.org/ICSID/Index.jsp                             | [[مجموعة مؤسسات البنك الدولي]]                                        | Washington DC                           |
| 1988        | وكالة ضمان الاستثمار متعدد الأطراف                                                                   | http://www.miga.org                                                    | مجموعة مؤسسات البنك الدولي                                            | Washington DC                           |
| 30/10/47    | الاتفاقية العامة للتعرفة الجمركية والتجارة, والتي كانت وراء تأسيس منظمة التجارة العالمية في عام 1995 | http://www.wto.org/english/docs_e/legal_e/06-gatt_e.htm http://wto.org | الغات ليست بمنظمة. منظمة التجارة العالمية ليست وكالة في الأمم المتحدة | جنيف بالنسبة إلى منظمة التجارة العالمية |